# Рік гарної дитини
«Рік гарної дитини» (рос. Год хорошего ребёнка) — радянсько-німецький дитячий пригодницький фільм 1991 року режисера Бориса Конунова, екранізація однойменного роману Едуарда Успенського та Елс Де Ґрун.

## Синопсис
Видатні діти, серед яких Роман Рогов з СРСР та Розалінда з Німеччини, їдуть на Міжнародний фестиваль геніальних дітей на честь «Року гарної дитини». Злочинці вирішили викрасти принца королівства Ліхтенвай Філіпа, але помилково їм дістався Роман Рогов...

## У ролях
| Актор                        | Роль                     |
| ---------------------------- | ------------------------ |
| Олександр Лойє               | Рома Рогов, головна роль |
| Настя Лаур                   | Розалінда                |
| Сергій Самольотов            | Принц Філіп              |
| Наталя Данилова              | Федюшкін, мадам Карабас  |
| Лев Дуров                    | Кірпічіано               |
| Валентина Тализіна           | Сонька                   |
| Семен Фарада                 | Туз                      |
| Расмі Джабраїлов             | Картопля                 |
| Віктор Борцов                | Сірий                    |
| Володимир Литвинов           | Великий нишпорка         |
| Лембіт Ульфсак               | батько Розалінди         |
| Ізабела Трояновська          | мати Розалінди           |
| Вера Клут                    | бабуся Розалінди         |
| Ґреґор Вольські              | брат Розалінди           |
| Ганна Твеленьова             | Королева                 |
| Георгій Тейх                 | лікар                    |
| Вадим Лобанов                | директор школи           |
| Микола Крюков                | шеф Інтерполу            |
| Дмитро Байков                | «Банда» Рогова           |
| Кіра Крейліс-Петрова         | епізодична роль          |
| Валентина Коновалова         | епізодична роль          |
| Ірина Краюхіна               | епізодична роль          |
| Ольга Кірсанова-Миропольська | епізодична роль          |
| Віра Кабанова                | епізодична роль          |
| Віталій Матвєєв              | епізодична роль          |
| Олена Хотяновська            | епізодична роль          |
| Анатолій Телков              | епізодична роль          |
| Альфред Шаргородський        | епізодична роль          |
| Ірина Краюхіна               | епізодична роль          |